# Seven de Punta del Este 2018
El Seven de Punta del Este del 2018 fue un torneo de rugby 7 que se disputó del 6 al 7 de enero de 2018 en el Estadio Domingo Burgueño Miguel en Maldonado, Uruguay. En esta oportunidad el torneo solo será de selecciones, por lo que por primera vez, no habrá clubes involucrados.
El torneo es parte del Circuito Sudamericano. Cinco de los seis equipos de Sudamérica (exceptuando a Argentina, ya clasificada) compiten a lo largo de los dos torneos del circuito sudamericano por dos lugares en el Copa del Mundo de Rugby 7 de 2018 que se jugará en julio en San Francisco.

## Equipos participantes
| Grupo A - Sudáfrica - Alemania - Chile - Paraguay | Grupo B - Estados Unidos - Francia - Uruguay - Brasil | Grupo C - Canadá - Argentina - Irlanda - Colombia |

## Resultados
Todos los partidos se encuentran en horario de Uruguay (UTC -3:00).

### Primera jornada
Fase de grupos
| 6 de enero, 16:25 | Alemania | 12 - 21 | Chile | Estadio Domingo Burgueño Miguel, Maldonado |  |

| 6 de enero, 16:47 | Sudáfrica | 45 - 0 | Paraguay | Estadio Domingo Burgueño Miguel, Maldonado |  |

| 6 de enero, 17:09 | Argentina | 5 - 38 | Irlanda | Estadio Domingo Burgueño Miguel, Maldonado |  |

| 6 de enero, 17:31 | Canadá | 12 - 26 | Colombia | Estadio Domingo Burgueño Miguel, Maldonado |  |

| 6 de enero, 17:53 | Francia | 26 - 20 | Brasil | Estadio Domingo Burgueño Miguel, Maldonado |  |

| 6 de enero, 18:15 | Estados Unidos | 12 - 22 | Uruguay | Estadio Domingo Burgueño Miguel, Maldonado |  |

| 6 de enero, 18:37 | Alemania | 59 - 5 | Paraguay | Estadio Domingo Burgueño Miguel, Maldonado |  |

| 6 de enero, 18:59 | Sudáfrica | 10 - 19 | Chile | Estadio Domingo Burgueño Miguel, Maldonado |  |

| 6 de enero, 19:21 | Argentina | 14 - 12 | Colombia | Estadio Domingo Burgueño Miguel, Maldonado |  |

| 6 de enero, 19:43 | Canadá | 5 - 33 | Irlanda | Estadio Domingo Burgueño Miguel, Maldonado |  |

| 6 de enero, 20:05 | Estados Unidos | 5 - 29 | Francia | Estadio Domingo Burgueño Miguel, Maldonado |  |

| 6 de enero, 20:27 | Uruguay | 12 - 17 | Brasil | Estadio Domingo Burgueño Miguel, Maldonado |  |

| 6 de enero, 20:49 | Chile | 33 - 12 | Paraguay | Estadio Domingo Burgueño Miguel, Maldonado |  |

| 6 de enero, 21:11 | Sudáfrica | 45 - 0 | Alemania | Estadio Domingo Burgueño Miguel, Maldonado |  |

| 6 de enero, 21:33 | Irlanda | 33 - 7 | Colombia | Estadio Domingo Burgueño Miguel, Maldonado |  |

| 6 de enero, 21:55 | Canadá | 22 - 26 | Argentina | Estadio Domingo Burgueño Miguel, Maldonado |  |

| 6 de enero, 22:17 | Estados Unidos | 5 - 29 | Brasil | Estadio Domingo Burgueño Miguel, Maldonado |  |

| 6 de enero, 22:39 | Francia | 12 - 28 | Uruguay | Estadio Domingo Burgueño Miguel, Maldonado |  |

### Segunda jornada
Fase final
Cuartos de final
| 7 de enero, 17:52 | Chile | 17 - 10 | Alemania | Estadio Domingo Burgueño Miguel, Maldonado |  |

| 7 de enero, 18:14 | Uruguay | 17 - 0 | Argentina | Estadio Domingo Burgueño Miguel, Maldonado |  |

| 7 de enero, 18:36 | Brasil | 12 - 28 | Francia | Estadio Domingo Burgueño Miguel, Maldonado |  |

| 7 de enero, 18:58 | Irlanda | 7 - 31 | Sudáfrica | Estadio Domingo Burgueño Miguel, Maldonado |  |

Semifinales de honor
| 7 de enero, 17:08 | Colombia | 10 - 7 | Paraguay | Estadio Domingo Burgueño Miguel, Maldonado |  |

| 7 de enero, 17:30 | Estados Unidos | 31 - 26 | Canadá | Estadio Domingo Burgueño Miguel, Maldonado |  |

Semifinales de bronce
| 7 de enero, 20:04 | Alemania | 24 - 12 | Argentina | Estadio Domingo Burgueño Miguel, Maldonado |  |

| 7 de enero, 20:26 | Brasil | 17 - 12 | Irlanda | Estadio Domingo Burgueño Miguel, Maldonado |  |

Semifinales de oro
| 7 de enero, 20:48 | Chile | 17 - 14 | Uruguay | Estadio Domingo Burgueño Miguel, Maldonado |  |

| 7 de enero, 21:10 | Francia | 14 - 24 | Sudáfrica | Estadio Domingo Burgueño Miguel, Maldonado |  |

3.º y 4.º puesto de honor (11.º Puesto)
| 7 de enero, 19:20 | Paraguay | 7 - 33 | Canadá | Estadio Domingo Burgueño Miguel, Maldonado |  |

Final de honor (9.º Puesto)
| 7 de enero, 19:42 | Colombia | 21 - 5 | Estados Unidos | Estadio Domingo Burgueño Miguel, Maldonado |  |

3.º y 4.º puesto de bronce (7.º Puesto)
| 7 de enero, 21:32 | Argentina | 17 - 21 | Irlanda | Estadio Domingo Burgueño Miguel, Maldonado |  |

Final de bronce (5.º Puesto)
| 7 de enero, 21:54 | Alemania | 24 - 12 | Brasil | Estadio Domingo Burgueño Miguel, Maldonado |  |

Final de plata  3.º Lugar)
| 7 de enero, 22:16 | Uruguay | 17 - 22 (m.s.) | Francia | Estadio Domingo Burgueño Miguel, Maldonado |  |

Final de oro  1.º Lugar)
| 7 de enero, 22:38 | Chile | 5 - 21 | Sudáfrica | Estadio Domingo Burgueño Miguel, Maldonado |  |

## Posiciones finales
| Posición | Selección      | Ptos |
| -------- | -------------- | ---- |
| 1        | Sudáfrica      | 22   |
| 2        | Chile          | 19   |
| 3        | Francia        | 17   |
| 4        | Uruguay        | 15   |
| 5        | Alemania       | 12   |
| 6        | Brasil         | 10   |
| 7        | Irlanda        | 8    |
| 8        | Argentina      | 7    |
| 9        | Colombia       | 5    |
| 10       | Estados Unidos | 3    |
| 11       | Canadá         | 2    |
| 12       | Paraguay       | 1    |